# Stygobromus alabamensis
Stygobromus alabamensis is een vlokreeftensoort uit de familie van de Crangonyctidae. De wetenschappelijke naam van de soort is voor het eerst geldig gepubliceerd in 1911 door Stout.